# Покосон
Покосон (англ. Poquoson) — независимый город (то есть не входящий в состав какого-либо округа) в штате Виргиния (США). Название города является словом из языка когда-то проживавших здесь индейцев, и означает «большое болото».

## История
Долгое время эти места были частью округа Йорк. В 1952 году местные жители предпочли получить для своего поселения статус инкорпорированного города, чтобы их детям не приходилось ездить в школу в далёкий Йорк. В 1975 году, чтобы избежать поглощения соседним Хэмптоном, Покосон получил статус независимого города.